# Anoplophora tianaca
Anoplophora tianaca är en skalbaggsart som beskrevs av Schultze 1923. Anoplophora tianaca ingår i släktet Anoplophora och familjen långhorningar.
Artens utbredningsområde är Filippinerna. Inga underarter finns listade i Catalogue of Life.